# 公子慭 (晋国)
公子慭（？—？），中国春秋时期晋国的公子。公子慭是晋悼公的儿子。公子慭逃亡到卫国，让女儿为他驾车打猎。大叔懿子把他留下喝酒，遂聘娶公子慭的女儿。大叔懿子和公子慭的女儿，生下悼子大叔疾。